# Pagkorinthiakos Athlītikos Syllogos Korinthos
Il Pagkorinthiakos Athlītikos Syllogos Korinthos (Παγκορινθιακός Αθλητικός Σύλλογος Κόρινθος, cioè "Società sportiva pan-corinzia Corinto"), spesso abbreviata in PAS Korinthos, o più semplicemente Korinthos, è una squadra di calcio greca con sede nella città di Corinto.

## Storia
Fondata nel 1957, ha disputato sei campionati nella Souper Ligka Ellada: nel 1959-1960, al primo anno in Alpha Ethniki, terminò quattordicesima, retrocedendo; successivamente riuscì a disputare tre stagioni consecutiva in Alpha Ethniki: 1979-1980 (decimo posto), 1980-1981 (sedicesimo) e 1981-1982 (diciottesimo e ultimo posto, che costò la retrocessione). Tornò in massima serie nella stagione 1991-1992 dove rinnovò il record del decimo posto, retrocedendo poi nella stagione successiva con un nuovo ultimo posto.

## Palmarès

### Competizioni nazionali
- Beta Ethniki: 1

1978-1979
- Delta Ethniki: 2

2006-2007, 2011-2012